# 神楽町
神楽町（かぐらちょう）は、かつて北海道上川郡にあった町である。1968年3月1日に旭川市に編入された。

## 概要
現在の旭川市の南部に位置し、町域は逆Y字型であった。
人口は1967年当時で18,974人。面積は127平方キロ (人口密度 149.4 人/km2)。

### 町名の由来
アイヌ語の「ヘッチェウシ（hetce-us-i）」（「囃し・つけている・所」、あるいは「神々の遊ぶところ」）の意訳に由来する。「ヘッチェ」は歌舞に合わせてヘイッ！ヘイッ！と囃し立てることで、この場所でいつも歌舞したのでこの名となったとされ、それを意訳し「神楽」としたとされている。
また、当地に入植した富山県下新川郡小摺戸村（現：入善町）の人々が、故郷の獅子舞を奉納したことによる、とする説もある。

## 歴史
- 1909年（明治42年）4月1日 - 二級町村制施行により神楽村が成立する。
- 1928年（昭和3年） - 西神楽・東神楽の2字が成立。
- 1929年（昭和4年）4月1日 - 神楽村が一級町村制を施行する。
- 1936年（昭和11年） - 辺渓朗・神楽町・神楽岡・千代ヶ岡・八千代ヶ岡・志比内の6字が成立。
- 1943年（昭和18年）4月1日 - 神楽村から東神楽村（現・東神楽町）が分立する（東神楽・志比内の全部、千代ヶ岡・八千代ヶ岡の各一部）。
- 1949年（昭和24年）7月16日 - 旭川刑務所西神楽農場が正式に開場[4]。
- 1951年（昭和26年） - 字・新開が成立。
- 1954年（昭和29年）11月1日 - 神楽村が町制を施行して神楽町となる。
- 1968年（昭和43年）3月1日 - 神楽町が旭川市に編入される。

## 交通

### 鉄道
国鉄富良野線が町内を南北に通り、1967年当時で、最寄駅は旭川駅・神楽岡駅・西御料駅・西瑞穂駅・西神楽駅・西聖和駅･千代ヶ岡駅。

## 地名
- 苗圃道（たんぼみち）
- 神楽公園（かぐらこうえん）
- 保線官舎（ほせんかんしゃ）
- 神楽岡（かぐらおか）
- 神楽町
- 辺渓朗（べんけいろう）
- 八千代ケ岡（やちよがおか）
- 西神楽
- 新開
- 辺渓朗本通（べんけいろうほんどおり）
- 辺別原野乙号（べべつげんやおつごう）
- 神楽町北2番通。2 - 7丁目
- 神楽町北3番通。2・3丁目
- 神楽町北4番通。2・3丁目
- 神楽町北5番通。2・3丁目
- 神楽町本通2.2 - 7丁目
- 神楽町南1番通。3 - 7丁目
- 神楽町東1条通。東1 - 4丁目

## その他
- 集配を担当する郵便局は旭川郵便局・西神楽郵便局・朗根内郵便局。
- 小学校が神楽町地区・神楽岡地区・辺渓朗地区・千代ケ岡地区に、中学校が神楽町地区・千代ケ岡地区にあった。